# Lucretia Garfield
Lucretia Rudolph Garfield (Garrettsville, 19 aprile 1832 – Pasadena, 14 maggio 1918) è stata una first lady statunitense, moglie di James A. Garfield, ventesimo presidente degli Stati Uniti d'America.

## Biografia
Nata in Ohio, da Zebulon Rudolph e Arabella Mason-Rudolph, Lucretia "Crete" Rudolph conobbe James A. Garfield nel 1849, quando erano entrambi studenti al Geauga Seminary a Chester. Garfield proseguì gli studi al college, mentre Lucretia Rudolph rimase in Ohio dedicandosi all'insegnamento. 
Si sposarono l'11 novembre 1858, quando avevano entrambi ventisei anni. La guerra di secessione li separò dal 1861 al 1863, periodo in cui Garfield combatté nell'Esercito dell'Unione. Dal suo ritorno nel 1863, James e Lucretia ebbero cinque figli: Harry Augustus (1863–1942), James Rudolph (1865–1950), Mary "Mollie" (coniugata Stanley-Brown, 1867–1947, Irvin McDowell (1870–1951) e Abram (1872–1958).
L'elezione presidenziale di James A. Garfield nel 1881 condusse l'intera famiglia alla Casa Bianca. Benché Lucretia non fosse particolarmente portata alle funzioni sociali tipiche di una first lady, si dimostrò una padrona di casa impeccabile negli eventi sociali che si svolsero all'interno della dimora presidenziale. 
Il 2 luglio Garfield fu ferito da un colpo di pistola esploso da Charles J. Guiteau. Lucretia, ancora convalescente per aver contratto la malaria, corse al suo capezzale e gli rimase accanto nei tre mesi che precedettero la morte del presidente. La forza d'animo e l'ottimismo, che Lucretia dimostrò durante la malattia del marito e poi al suo funerale, ne fecero per i giornali dell'epoca un esempio per le donne americane.
Lucretia Garfield in Ohio, dove visse per altri trentasei anni, prima di morire il 14 maggio 1918 all'età di ottantacinque anni.